# APRA-40
Mașina de luptă a fost produsă la Întreprinderea de Reparat Avioane /I.R.Av din Bacău, actuala Aerostar Bacău. Inițial a fost UM 03767/Întreprinderea „Uzina de Reparații Avioane”/U.R.A, unitate aflată în subordinea Ministerului Forțelor Armate/M.F.A. înființată prin Hotărârea Consiliului de Miniștri/HCM nr.1165/17.04.1953. Fabrica a început să fie construită în 1949, primele utilaje, foste IAR Brașov sau importate din URSS, fiind montate in 1951. Pe 1 aprilie 1969, U.R.A trece din subordinea M.F.A în subordinea Ministerului Industriei Constructoare de Mașini/M.I.C.M în cadrul Centralei Industriei de Mecanică Fină și Aeronautică/C.I.M.F.A. Din 1970, C.I.M.F.A devine Grupul Aeronautic București, iar U.R.A devine I.R.Av Bacău, având 1552 de angajați! În 1974, I.R.Av ajunsese la 2630 de angajați, o creștere substanțială de specialiști și muncitori calificați în doar 4 ani…Din anul 1978, I.R.Av Bacău devine Întreprinderea de Avioane Bacău/I.Av. Bacău. Din iunie 1991 se transformă în S.C. Aerostar Bacău. 
După aruncătorul de proiectile reactive APR-21 a urmat APRA-40, instalația fiind varianta românească realizată la I.Av. Bacău a BM-21 Grad (în armata română Grad-ul era cunoscut drept APR-40. Modernizarea, să-i spunem așa, a constat în montarea instalației de lansare pe o platformă românească, camionul DAC-665T 6X6. Prototipurile au apărut și au fost testate în perioada 1977-1978, însă producția de serie a debutat la Bacău în 1979. Mașina de luptă a purtat numele de APRA-40/122 mm. APRA-40, în uz și astăzi, folosește atât rachete sovietice originale cât și variante românești produse, cândva, la U.M. Tohan/Brașov, variante echipate cu fuzee de proximitate sau impact, ogiva HE-Frag sau submuniții. În 2008-2010 a apărut racheta calibrul 122 mm cu raza extinsă la 40 km, rachetă care, din păcate, n-a mai fost achiziționată de către MApN. APRA-40 a apărut în 1978 înlocuind etapizat APR-21. Lansatorul era identic cu BM-21 Grad, însă era montat pe platforma DAC-665T. Înainte de a vedea APRA-40, să ne oprim asupra platformei DAC-665T, un autocamion reușit aflat încă în dotarea Armatei Române. Autocamionul a fost exportat în Ungaria, Egipt, Irak și Cuba, înainte de 1989 și câțiva ani după. 
DAC-665T (transport) are următoarele caracteristici: apărut în 1978, fabricant ROMAN Brașov; 6X6, arcuri cu foi, amortizoare hidraulice telescopice. Puntea spate – arcuri cu foi; lungime 7,57 m; motor MAN D-2156 HMN 8, V6, Diesel în 4 timpi, injecție directă de combustibil, răcit cu lichid, 6 cilindri în linie înclinați la 40°, 215 CP la 2200 rpm, 10344 cmc; consum de combustibil 32-40 litri/100 km, pe șosea; cutie de viteze manuală AK6-80, 6+1 trepte; autonomie cuprinsă între 800-1000 km; viteza maximă pe șosea 85 km/h fără remorcă; poate urca pante de maxim 30° fără remorcă; trece rampe laterale de maxim 20° fără remorcă; spațiul de frânare la viteza de 40 km/h – frâne reci 17 m/frâne calde 19,90 m; trece vaduri adânci de 1,20 m; trece fără probleme gropi de noroi cu adâncimea de 40 cm; trece șanțuri cu lungimea de 70 cm. Au fost produse și variantele DAC-665G, port-pontoane, lungime 9,98 m, consum de combustibil pe șosea 49,30 litri/100 km; garda la sol față/spate 39 cm; greutate proprie 9,94 tone. 
DAC-665C – autospeciale, autoateliere de reparații și întreținere având caroserii tipizate din tablă de oțel, materiale plastice armate cu fibră de sticlă sau structură sandwich (transmisiuni, geniu, chimice –decontaminare, laboratoare, vehicule de comandament); greutate pe puntea față 4,64 tone; greutate pe puntea spate 5,30 tone; sarcina utilă pe șosea și în teren neamenajat –autocamion 5 tone/autoșasiu 6 tone; greutatea maximă a remorcii: pe sosea 10 tone/în teren 5 tone; greutatea totală rulantă în autotren: pe șosea 24,94 tone/în teren 18,94 tone; este echipat cu reductor distribuitor ce dispune de un diferențial interaxial cu posibilități de blocare. Asta permite folosirea integrală a forței de aderență pe orice teren fără a pierde putere.
APRA-40 Model 1978 are următoarele caracteristici: platforma de transport DAC-665T, viteza maximă de deplasare pe  șosea 75-80 kmh/pe teren neamenajat 25 kmh; autonomie pe șosea 700 km; 40 de tuburi de lansare similar BM-21 Grad, fiecare având 3 m lungime; două moduri de tragere, foc cu foc/timp total de tragere 30 secunde și salva/o rachetă la fiecare 0,5 secunde; folosește rachete neghidate calibrul 122 mm, raza maximă de acțiune 20,45 km, sovietice sau de producție românească. Conform unor surse independente, bătaia maximă a rachetelor fără inel de frânare este de 20,75 km, iar cu inel de frânare 11,98 km; echipaj 6, transportabili în cabină; este deservit de mașina de transport rachete pe platforma DAC-665C/G, în caroseria acestuia găsindu-se două stelaje, fiecare conținând câte 40 de rachete/total 80 de rachete; s-a exportat în Nigeria, Iran, Irak, Etiopia, Maroc, Iugoslavia (Croația și Bosnia încă le operează conform unor surse independente sub numele de SVLR 122 Grad. Foarte probabil acestea sunt model APRA-40 FMC); lungime 7,39 m; lățime 2,15 m; înălțime 3,25 m; câmp de tragere vertical cuprins între 0◦-55◦; câmp de tragere orizontal: stânga 100◦/dreapta 80◦; încărcare manuală în aproximativ 15 minute. 
În anul 1985, APRA-40 a fost modernizat de către specialiștii români la Bacău pentru prima dată. A fost prima și ultima modernizare a mașinii de luptă până la revoluția din 1989. Cunoscut sub numele de APRA-40 FMC dispunea de modernizări substanțiale: stabilizatoare hidraulice mai bune; sistem de vizare și ochire îmbunătățit, similar cu cel de pe AG-9M; cele 40 de rachete sunt împărțite în două blocuri. Fiecare bloc are câte 20 de rachete. Cele două blocuri se schimbă în maxim 10 minute datorită vehiculului de transport și realimentare cu muniție MITC, acesta dispunând de o macara hidraulică de 6 tone și remorcă RM-13 (pe platforma remorcii sunt transportate 2 blocuri a câte 20 de rachete. Pe platforma camionului pot fi transportate 2 blocuri a câte 20 de rachete/total 40 de rachete. I se mai spune “Autocamion pentru Încărcat și Transport Rachete Tip 122”, în mediul militar); câmp de tragere vertical cuprins între 0◦-55◦; câmp de tragere orizontal: stânga 110◦/dreapta 100◦; rata de foc minimă este de 20 de secunde, maxima 40 secunde; echipaj 5 în cabină; trage rachete sovietice M-21OF (9M22, 9M22U) sau echivalentele românești. Din păcate, deși ar putea, nu trage și rachete cu bătaie mărită la 40 km fiindcă MApN-ul nu le-a cumpărat; dispune de sistem de control al focului, primul astfel de sistem realizat și proiectat la noi. O caracteristică interesantă a acestui sistem e faptul că afișează pe panoul de control numărul de rachete rămas în tuburile de lansare.
Darea focului se poate face și din afara cabinei prin telecomanda atașată unui cablu cu lungimea de 50 m. Rata de foc/salva poate fi programată la 1 secundă, 0,50 secunde sau 0,70 secunde/timpul de tragere a 40 de rachete este de 15,50 secunde. Se poate trage și foc cu foc; mașina de luptă este echipată cu propriul sistem de comunicații. Antena radio mobilă are 1,20 m lungime, raza de emisie-recepție fiind de 10-12 km. Echipamentul radio era de producție românească, ulterior fiind înlocuit cu sisteme mai moderne, Harris și Panther; platforma de transport DAC-15215 DFAEG, 6×6, o îmbunătățire a DAC-665T. Greutate gata de luptă, fără servanți, 17 tone; lungime 7,39 m; lățime 2,51 m; înălțime 3,25 m. Toate APRA-40 Model 1978 au fost aduse la standard APRA-40 FMC până la sfârșitul lui 1988 la actuala Aerostar Bacău; s-a exportat în Nigeria, Liban, Liberia, Camerun, Botswana, Iran, Irak, Etiopia, Iugoslavia (Croația și Bosnia încă le operează conform unor surse independente sub numele de SVLR 122 Grad). 
În anul 1989, conform The Military Balance 1991-92, aveam 129 de instalații APRA-40! Acestea s-ar fi aflat în dotarea regimentelor de artilerie ale Diviziilor 1 Mecanizată din București, 2 Mecanizată din Craiova, 9 Mecanizată din Constanța, 11 Mecanizată din Oradea, 18 Mecanizată din Timișoara, 81 Mecanizată din Dej și 57 Tancuri din București. Se pare că vor mai fi produse un număr limitat deoarece, în anul 1999, am fi avut, conform The Military Balance 1999, un număr de 148 de instalații APRA-40. Astăzi, cel mai probabil, mai sunt 134 de instalații APRA-40 FMC, posibil multe stocate. 
Surse: https://www.rumaniamilitary.ro/sagetile-daciei-1 https://www.rumaniamilitary.ro/sagetile-daciei-2  IISS The Military Balance 1991 https://www.tandfonline.com/doi/abs/10.1080/04597229108460030 http://www.worldwar2.ro/documents/004-artileria-romana-in-date-si-imagini.pdf